# Łysa (Ukraina)
Łysa (ukr. Лиса) – wieś na Ukrainie, w obwodzie tarnopolskim, w rejonie tarnopolskim.
Do 2020 w rejonie podhajeckim.